# Czerna (Stanisław Dolny)
Czerna – przysiółek wsi Stanisław Dolny w Polsce, położony w województwie małopolskim, w powiecie wadowickim, w gminie Kalwaria Zebrzydowska.
W latach 1975–1998 przysiółek położony był w województwie bielskim.
Leży na Pogórzu Wielickim, (położony na wysokości 280–350 m n.p.m.) przy drodze lokalnej Kalwaria Zebrzydowska – Stanisław Dolny – Wadowice, na północ od Kalwarii Zebrzydowskiej.